# Krutoi Jar
Krutoi Jar (russisch Крутой Яр, deutsch Götzlack) ist ein Ort in der russischen Oblast Kaliningrad (Gebiet Königsberg (Preußen)) und gehört zur Prawdinskoje gorodskoje posselenije (Stadtgemeinde Prawdinsk (Friedland (Ostpr.))) im Rajon Prawdinsk (Kreis Friedland (Ostpr.)).

## Geographie
Krutoi Jar liegt südöstlich von Prawdinsk am Ostufer der im Reihersee gestauten Alle (russisch: Lawa) unweit einer Nebenstraße, die die Rajonshauptstadt mit Bytschkowo (Kaydann) und Sewskoje (Böttchersdorf) verbindet und vor 1945 bis Groß Schönau (russisch: Peskowo) führte, wo sie sich heute im russisch-polnischen Grenzgebiet verliert. Ein Bahnanschluss besteht nicht.

## Geschichte

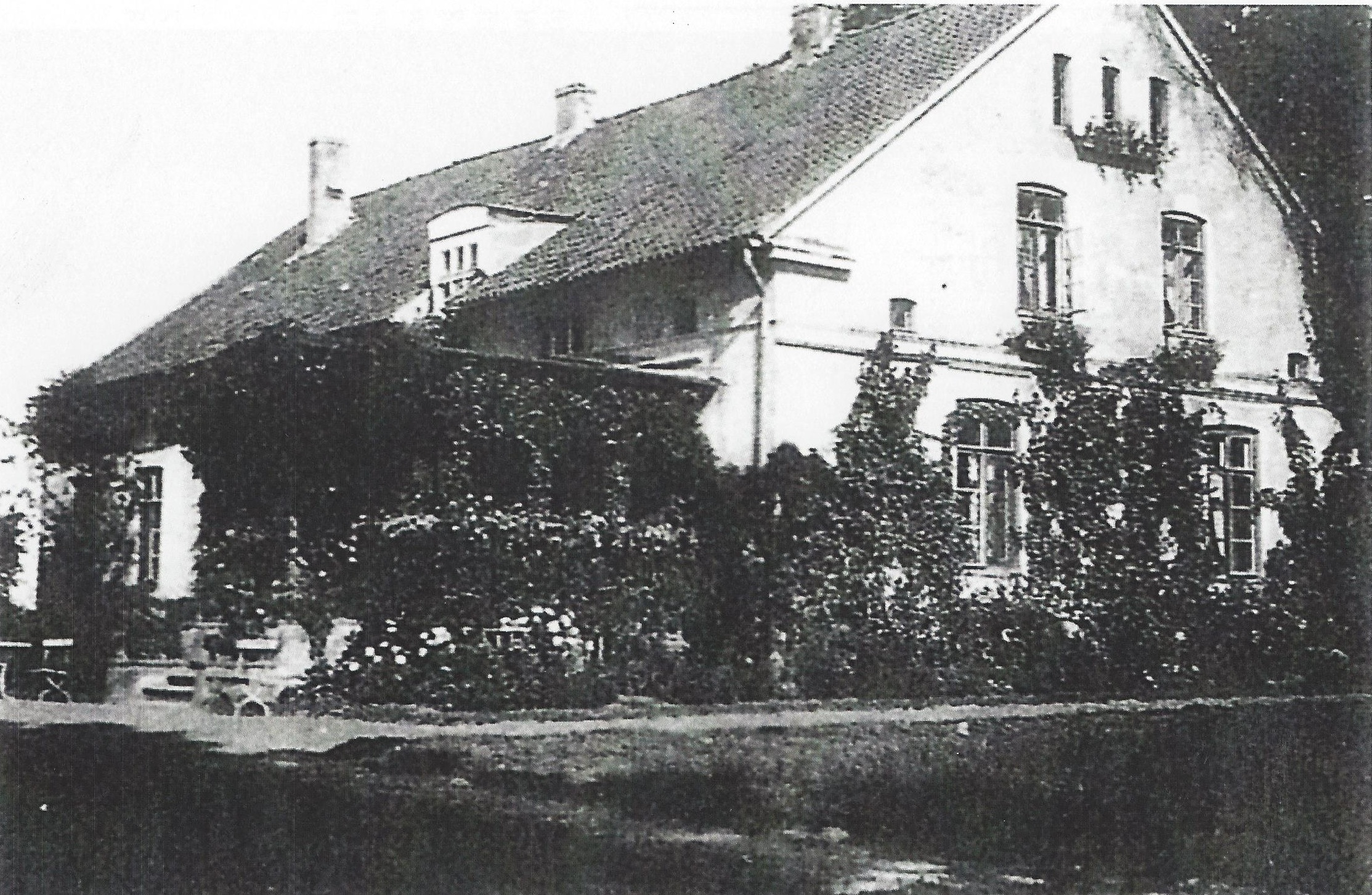
Gutshaus Götzlack (1910)

Der einstige Gutsbezirk Götzlack bildete sich am 3. Juli 1881 durch den Zusammenschluss des Vorwerks Götzlack des Gutsbezirks Mertensdorf (russisch: Tjomkino) im gleichnamigen Amtsbezirk mit der Landgemeinde Baltkeim innerhalb des Amtsbezirks Allenau (Poretschje). Bis 1927 gehörte Götzlack zum Kreis Friedland, kam dann bis 1945 zum Landkreis Bartenstein (Ostpr.) im Regierungsbezirk Königsberg der preußischen Provinz Ostpreußen.
Am 30. September 1928 gab der Gutsbezirk Götzlack seine Selbständigkeit auf und vereinigte sich mit den Gutsbezirken Heyde (russisch: Kostjukowka) und Lawdt zur neuen Landgemeinde Heyde im Amtsbezirk Allenau.
1945 kam Götzlack in der Verbindung mit Heyde innerhalb des nördlichen Ostpreußens zur Sowjetunion und erhielt 1947 als eigenständige Siedlung den russischen Namen „Krutoi Jar“. Bis 2009 war der Ort in den Poretschesnki sowjet (Dorfsowjet Poretschje (Allenau)) eingegliedert. Seither ist Krutoi Jar innerhalb der seit 1991/92 russischen Oblast Kaliningrad aufgrund einer Struktur- und Verwaltungsreform eine als „Siedlung“ (russisch: possjolok) eingestufte Ortschaft innerhalb der Prawdinskoje gorodskoje posselenije (Stadtgemeinde Prawdinsk (Friedland (Ostr.))) im Rajon Prawdinsk.

## Kirche
Mehrheitlich war die Bevölkerung von Götzlack vor 1945 evangelischer Konfession. Der Ort war in das Kirchspiel Friedland (Ostpr.) im gleichnamigen Kirchenkreis, später in den Kirchenkreis Bartenstein (heute polnisch: Bartoszyce) innerhalb der Kirchenprovinz Ostpreußen der Kirche der Altpreußischen Union eingepfarrt.
Heute liegt Krutoi Jar wieder im Einzugsbereich einer in den 1990er Jahren neu gegründeten evangelischen Gemeinde in Prawdinsk (Friedland), die nun eine Filialgemeinde der Auferstehungskirche in Kaliningrad (Königsberg) ist und zur ebenfalls neu gebildeten Propstei Kaliningrad in der Evangelisch-Lutherischen Kirche Europäisches Russland (ELKER) gehört.